# Elaeocarpus
Genre
Classification phylogénétique
Elaeocarpus est un genre d'arbres et d'arbustes tropicaux et subtropicaux à feuillage persistant. Environ 350 espèces sont présentes depuis Madagascar, à l'Ouest à travers l'Inde, dans le Sud-Est de l'Asie, la Malaisie, la Chine méridionale, Taïwan et le Japon, à travers l'Australie jusqu'en Nouvelle-Zélande, dans les Fidji, et Hawaii à l'Est. Les îles de Bornéo et de Nouvelle-Guinée ont la plus grande concentration d'espèces. 31 espèces sont également présentes en Nouvelle-Calédonie, dont 29 endémiques.
Elaeocarpus ganitrus, l'arbre Rudraksha, produit des graines appelées Rudraksha qui sont traditionnellement considérées comme sacrées dans l'hindouisme.

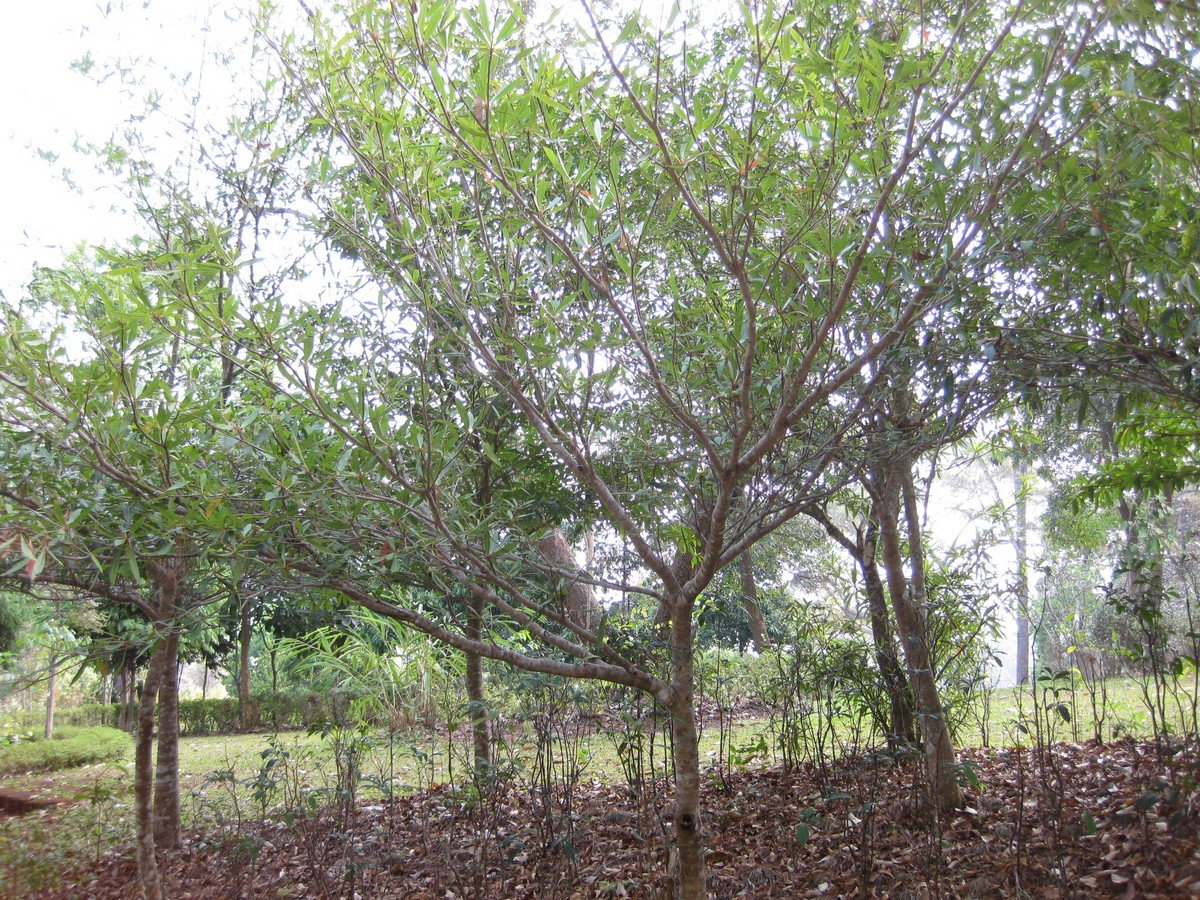
Elaeocarpus grandiflorus

## Liste d'espèces
- Fleurs d'Elaeocarpus grandiflorusElaeocarpus aberrans
- Elaeocarpus acrantherus

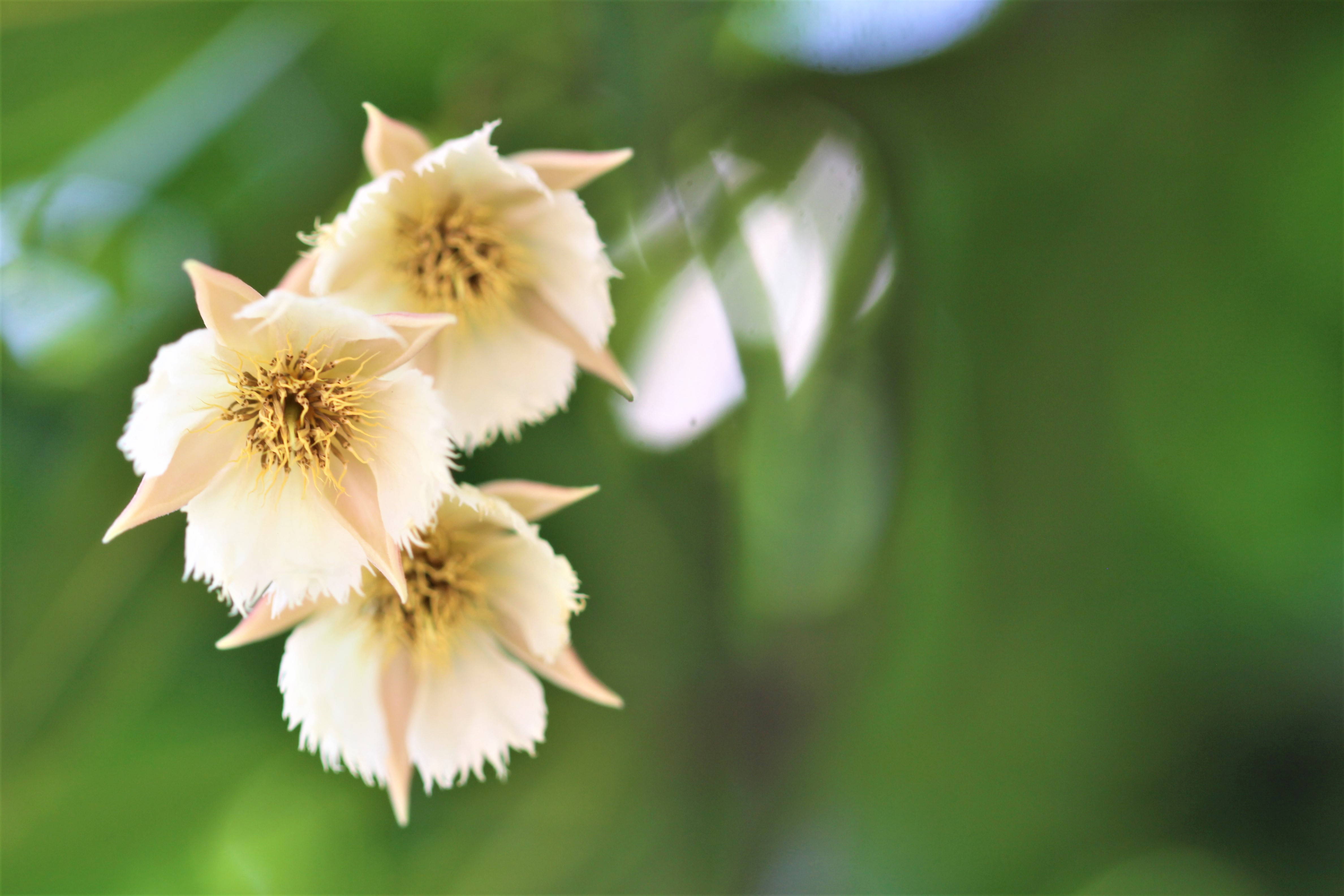
Fleurs d'Elaeocarpus grandiflorus

- Elaeocarpus acuminatus (Inde, menacée)
- Elaeocarpus acutifidus
- Elaeocarpus aemulus
- Elaeocarpus affinis
- Elaeocarpus alaternoides
- Elaeocarpus alatus
- Elaeocarpus alnifolius
- Elaeocarpus amboinensis
- Elaeocarpus amoenus (Sri Lanka)
- Elaeocarpus amplifolius
- Elaeocarpus angustifolius Blume - Cerisier bleu (Asie centrale et tropicale, Australie, Malaisie, Nouvelle-Guinée, Nouvelle-Calédonie)
- Elaeocarpus apiculatus (Chine, Indonésie, Malaisie, Philippines)
- Elaeocarpus baudouini Brongn.& Gris (Nouvelle-Calédonie)
- Elaeocarpus bifidus Hook. et Arn.
- Elaeocarpus biflorus Tirel (Nouvelle-Calédonie)
- Elaeocarpus blascoi (Inde, menacée)
- Elaeocarpus bojeri  R.E. Vaughan (île Maurice)
- Elaeocarpus brachypodus Guillaumin (Nouvelle-Calédonie)
- Elaeocarpus bullatus Tirel (Nouvelle-Calédonie)
- Elaeocarpus carolinensis Koids
- Elaeocarpus castanaefolius Guillaumin (Nouvelle-Calédonie)
- Elaeocarpus colnettianus Guillaumin (Nouvelle-Calédonie)
- Elaeocarpus comptonii Baker f. (Nouvelle-Calédonie)
- Elaeocarpus coorangooloo Queensland (Australie)
- Elaeocarpus coriaceus (Sri Lanka)
- Elaeocarpus coumbouiensis Guillaumin (Nouvelle-Calédonie)
- Elaeocarpus crassus (Nouvelle-Guinée)
- Elaeocarpus debruynii (Nouvelle-Guinée)
- Elaeocarpus dognyensis Guillaumin (Nouvelle-Calédonie)
- Elaeocarpus eumundii
- Elaeocarpus floribundus
- Elaeocarpus ganitrus syn. de Elaeocarpus angustifolius
- Elaeocarpus gaussenii (Sud de l'Inde, menacée)
- Elaeocarpus geminiflorus Brongn.& Gris (Nouvelle-Calédonie)
- Elaeocarpus gordonii Tirel (Nouvelle-Calédonie)
- Elaeocarpus graeffii
- Elaeocarpus grandiflorus (Inde, Indochine, Malaisie)
- Elaeocarpus grandis syn. de Elaeocarpus angustifolius
- Elaeocarpus guillaini Vieill. (Nouvelle-Calédonie)
- Elaeocarpus gummatus Guillaumin (Nouvelle-Calédonie)
- Elaeocarpus hartleyi (Nouvelle-Guinée)
- Elaeocarpus hedyosmus (Sri Lanka)
- Elaeocarpus hookerianus Pokaka (Nouvelle-Zélande)
- Elaeocarpus hortensis Guillaumin (Nouvelle-Calédonie)
- Elaeocarpus japonicus (Japon, Taïwan, Chine)
- Elaeocarpus johnsonii
- Elaeocarpus kaalensis Daeniker (Nouvelle-Calédonie)
- Elaeocarpus kirtonii (Australie)
- Elaeocarpus lanceifolius (Asie du Sud)
- Elaeocarpus leratii Schltr. (Nouvelle-Calédonie)
- Elaeocarpus mastersii
- Elaeocarpus miegei (Nouvelle-Guinée, archipel Bismarck, îles Salomon, îles Aru et île Melville)
- Elaeocarpus montanus (Sri Lanka)
- Elaeocarpus moratii Tirel (Nouvelle-Calédonie)
- Elaeocarpus munronii (Inde, menacée)
- Elaeocarpus neobritannicus (Nouvelle-Guinée, archipel Bismarck)
- Elaeocarpus nodosus Baker f. (Nouvelle-Calédonie)
- Elaeocarpus oblongus
- Elaeocarpus obovatus (Australie)
- Elaeocarpus obtusus
- Elaeocarpus ovigerus Brongn.& Gris (Nouvelle-Calédonie)
- Elaeocarpus petiolatus
- Elaeocarpus photiniaefolius (Archipel d'Ogasawara au Japon)
- Elaeocarpus prunifolius (Inde, Bangladesh, menacée)
- Elaeocarpus pulchellus Brongn.& Gris (Nouvelle-Calédonie)
- Elaeocarpus recurvatus (Inde. menacée)
- Elaeocarpus reticulatus (syn. E. cyaneus) Blueberry Ash. (Australie)
- Elaeocarpus rotundifolius Brongn.& Gris (Nouvelle-Calédonie)
- Elaeocarpus seringii Montrouzier (Nouvelle-Calédonie)
- Elaeocarpus serratus (Asie du Sud)
- Elaeocarpus sikkimensis (Inde, Bhoutan)
- Elaeocarpus spathulatus Brongn.& Gris (Nouvelle-Calédonie)
- Elaeocarpus speciosus Brongn.& Gris (Nouvelle-Calédonie)
- Elaeocarpus sphaericus
- Elaeocarpus stipularis (Indochine, Malaisie)
- Elaeocarpus subvillosus (Sri Lanka)
- Elaeocarpus sylvestris (Japon, Taïwan, Chine, Indochine)
- Elaeocarpus taprobanicus (Sri Lanka)
- Elaeocarpus timikensis (Nouvelle-Guinée)
- Elaeocarpus toninensis Baker f. (Nouvelle-Calédonie)
- Elaeocarpus tremulus Tirel & McPherson (Nouvelle-Calédonie)
- Elaeocarpus tuberculatus
- Elaeocarpus vaccinioides F. Muell. (Nouvelle-Calédonie)
- Elaeocarpus variabilis (Inde méridionale)
- Elaeocarpus valetonii
- Elaeocarpus venosus
- Elaeocarpus venustus (Inde, menacée)
- Elaeocarpus verruculosus
- Elaeocarpus verticellatus
- Elaeocarpus vieillardii Brongn.& Gris (Nouvelle-Calédonie)
- Elaeocarpus viscosus
- Elaeocarpus weibelianus Tirel (Nouvelle-Calédonie)
- Elaeocarpus whartonensis
- Elaeocarpus xanthodactylus
- Elaeocarpus yateensis Guillaumin (Nouvelle-Calédonie)
- Elaeocarpus zambalensis